# Spilogona mydaeinaformis
Spilogona mydaeinaformis är en tvåvingeart som beskrevs av Huckett 1965. Spilogona mydaeinaformis ingår i släktet Spilogona och familjen husflugor. Inga underarter finns listade i Catalogue of Life.